# 宮殿 (厨子)

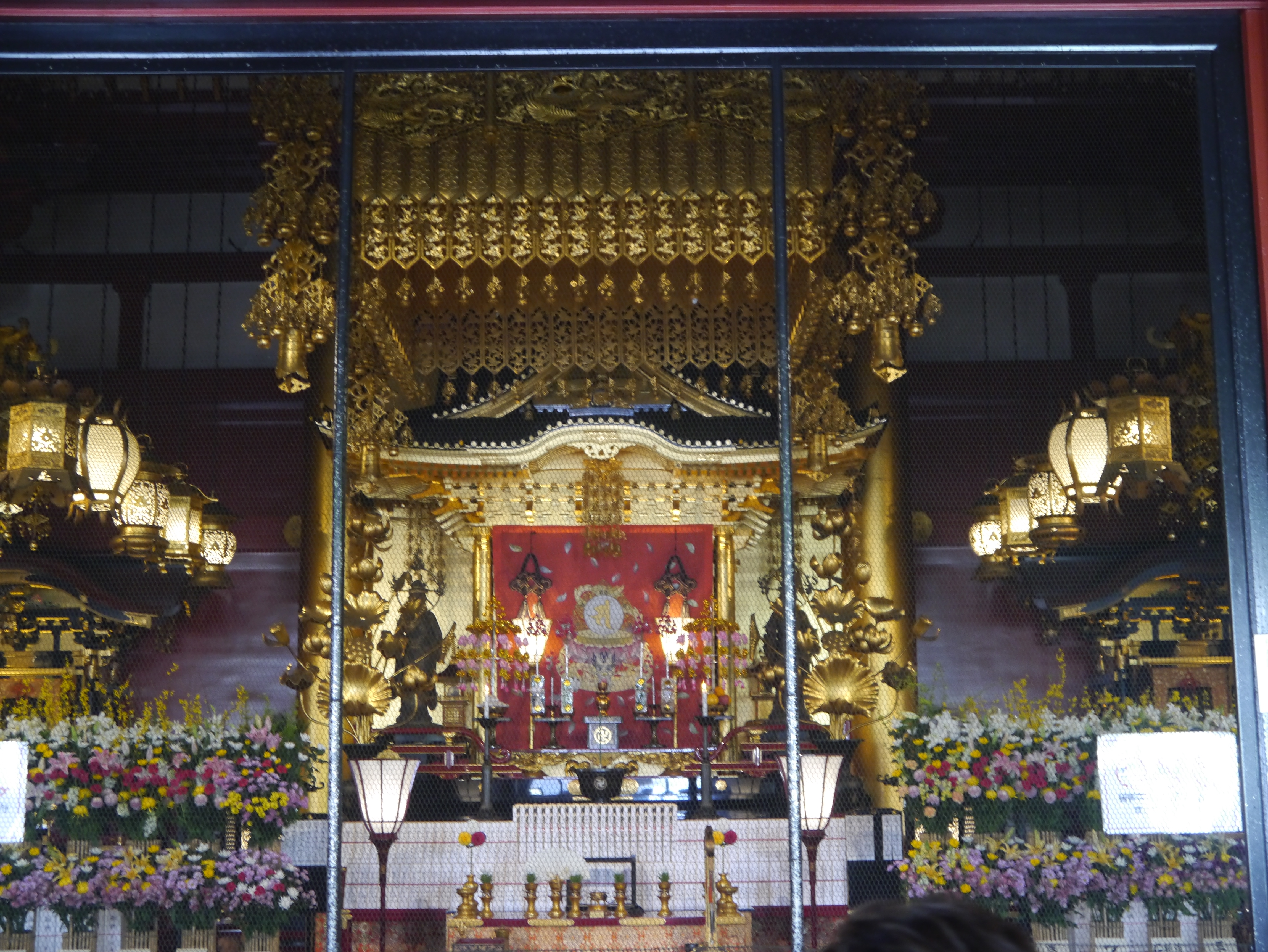
浅草寺（東京都）本堂の本尊聖観音像を安置する宮殿

宮殿（くうでん）は、仏教の礼拝対象である仏像、祖師像などを収める厨子の一種。「厨子」との区別は必ずしも明確でないが、構造、形式、形態、技法など、実際の社寺建築に準じて製作されたものを「宮殿形厨子」ないし「宮殿」と称することが多い。「空殿」とも書かれるが当て字である。　　
奈良時代以前の日本では、「厨子」と言う言葉がまだ使われておらず、仏堂形式の厨子を「宮殿」と呼んだ。宮殿形厨子の日本最古の遺構は法隆寺の「玉虫厨子」であり、ついで同寺の「橘夫人念持仏厨子」がある。

## 宗派による違い
浄土真宗各派ではそれぞれに決まりがある。これは本山寺院の形式を正式とするものであり、末寺や檀家の仏壇もそれに準じる。浄土真宗以外の宗派ではそうした決まりごとはない。
- 浄土真宗本願寺派（西本願寺）

一重破風屋根、金箔張りの柱…西本願寺の阿弥陀堂を模したもの
- 真宗大谷派（東本願寺）

二重屋根、黒漆塗り金具打ちの柱、高欄朱塗りで擬宝珠（ぎぼし）金箔張り…二重屋根・黒柱は東本願寺の阿弥陀堂の宮殿を模したもの。

## 仏壇の宮殿
通常、寺院宮殿は一間であるが、仏壇宮殿は本尊を祀る部分と脇侍を祀る両脇の三間で構成されるのが一般的である。金仏壇は小型寺院としての起源から、宮殿も寺院宮殿を忠実に模したものとなる。屋根と柱で構成され、厨子というより構造の一部であり、扉が付かないことが多い。一般に浄土の楼閣を現すとされ、須弥壇の上に設置される。金仏壇産地によっては木地師とは別に、「宮殿師」とよばれる、宮殿を製作する職人をおくところもあり、中には須弥壇まで製作する場合もある。
以下、特別な造りを挙げる。
- 御坊造り

向って右側の一間に唐戸を付けて厨子状にしたもの。三河仏壇や名古屋仏壇で、主に真宗大谷派向けの仏壇に見られる。
- 堂造（宮殿造）

寺院宮殿を模した一間の可動式の宮殿。災害時、本尊をもって避難することができるためとも言われる。手間がかかるため、高級品にしか用いられない。
- 吊り宮殿

柱を取り付けず、本尊が良く見えるようにしたもの。他宗で用いられる。
宮殿は仏壇の特徴的な部分であり、そのため、家具調仏壇では設けられない場合が多い。

## 仏像の持物としての宮殿
千手観音の持物の中に宮殿（くうでん）がある。経典には「化宮殿」とあり、仏が生まれるところの意ともされる。